# Andi Andrieș (dramaturg)
Andi Andrieș (n. 3 iunie 1934, Iași – d. 6 septembrie 2010, Iași) a fost un poet, dramaturg, editor și publicist român.

## Biografie
A urmat cursurile secundare la Liceul „A.T. Laurian” din Botoșani între anii 1945-1951, apoi Facultatea de Filologie a Universității din Iași, între anii 1951-1955. A fost membru al Uniunii Scriitorilor din România.
În perioada 1954 - 1971 a fost redactor și redactor-șef la „Iașul literar” și „Convorbiri literare”, pentru ca apoi, timp de 8 ani, să activeze ca redactor-șef adjunct la revista „Cronica”. În 1981, devine director al Editurii Junimea, pe care, cu o pauză de trei ani, o va conduce până în 1997. A fost director al Teatrului Național „Vasile Alecsandri” din Iași între 1994 și 1996.

## Distincții
- Ordinul „Meritul Cultural” clasa a V-a (25 decembrie 1967) „pentru merite deosebite în opera de construire a socialismului, cu prilejul celei de-a XX-a aniversări a proclamării Republicii”[3]

## Opera
Și-a făcut debutul editorial cu placheta de versuri Urcuș (Iași: Junimea, 1959);

#### Dramaturgie
- Postul de pe strada Rareș (Iași, 1959; radio și tv, 1960) – Premiul III „V. Alecsandri” pentru literatură (Concursul de piese într-un act, Iași, 1959);
- Vecinii soarelui (1960);
- Mâna de oțel (București, 1961);
- Grădina cu trandafiri (Iași, 1963);
- Oaspetele fără nume (1963);
- Instanța de duminică (1965);
- În apropierea momentului (1966);
- Neștiuta strălucire (Iași, 1967);
- Verbul galben (1968);
- Duet (1970);
- Interludiu (piese într-un act; București: Editura Eminescu, 1973) – Premiul pentru dramaturgie al Asociației Scriitorilor din Iași;
- Vârsta zero (1974);
- Destinul – vioara a doua (1975);
- M-am jucat într-o zi (1978) – Premiul dramaturgiei pentru copii.

#### Proză
- Ochii și lumea (însemnări de călătorie; Iași: Junimea, 1974).[4]

## Vezi și
- Listă de dramaturgi români